# Лапо, Андрей Витальевич
Андрей Витальевич Лапо (7 июля 1937, Ленинград — 11 марта 2019, Санкт-Петербург) — советский и российский учёный-геолог, палеонтолог и историк геологии, председатель секции по охране уникальных и ценных палеонтологических объектов (c 1986) и почётный член Палеонтологического общества РАН (с 1998), организатор и руководитель российской группы Европейской ассоциации по сохранению геологического наследия (ProGEO), член INHIGEO (c 2002).

## Биография
Родился 7 июля 1937 года в Ленинграде.
В 1954—1959 годах учился в Ленинградский Горный институт по специальности «Геология и разведка месторождений полезных ископаемых».
В 1959—1962 годах работал в углепетрографической лаборатории Института геологии Арктики и Антарктики (НИИГА).
C 1962 работал во Всесоюзном научно-исследовательском геологическом институте Министерства геологии и охраны недр СССР, в дальнейшем Всероссийский научно-исследовательский геологический институт имени А. П. Карпинского (ВСЕГЕИ).
Работал инженером, младшим научным сотрудником (с 1976) в Углепетрографической лаборатории, затем старшим научным сотрудником в Отделе геологии угля и горючих сланцев.
Проводил исследования в Южно-Якутском, Канско-Ачинском, Улугхемском Львовско-Волынском и других угольных бассейнах СССР, исследовал угленосные формации Северо-Востока России.
В 1973 году защитил кандидатскую диссертацию по теме «Сравнительная характеристика витринитов карбоновых углей Украины и юрских углей Сибири».
В начале 1990-х годов был одним из организаторов работ во ВСЕГЕИ по проблемам, связанным с охраной объектов геологического наследия России.
C 1970-х годов занимался биогеохимическими проблемами и работал по истории геологии. Изучал научное наследие академика В. И. Вернадского и Геолком—ЦНИГРИ—ВСЕГЕИ.
С 2002 года член Международной комиссии по истории геологических наук (INHIGEO).
Входил в редколлегию научного журнала История наук о Земле, РАН.
Скончался 11 марта 2019 года в Санкт-Петербурге.

## Награды и премии
- 2001 — Серебряная медаль Российской академии естественных наук (РАЕН)
- 2003 — «Орден В. И. Вернадского» Неправительственного экологического фонда имени В. И. Вернадского.

## Членство в организациях
- 1993 — Европейская ассоциация по сохранению геологического наследия (ProGEO), основатель российской группа ProGEO в Санкт-Петербурге[6].
- 1998 — Почётный член Палеонтологического общества[7].
- 2002 — Международная комиссия по истории геологических наук (INHIGEO).

Секция по охране уникальных и ценных палеонтологических объектов, председатели:
- с 1974 года — Р. Ф. Геккер
- с 1984 года — А. Н. Иванов
- с 1986 года — А. В. Лапо.